# Bicentenaire des États-Unis

Logotype du bicentenaire des États-Unis.

Le bicentenaire des États-Unis (en anglais : United States Bicentennial) est une série de célébrations qui ont eu lieu au milieu des années 1970 pour rendre hommage aux événements historiques ayant conduit à la création des États-Unis en tant que république indépendante. C'est un événement central dans le souvenir de la Révolution américaine.
Le bicentenaire culmine le 4 juillet 1976 avec le 200e anniversaire de l'adoption de la Déclaration d'indépendance des États-Unis.

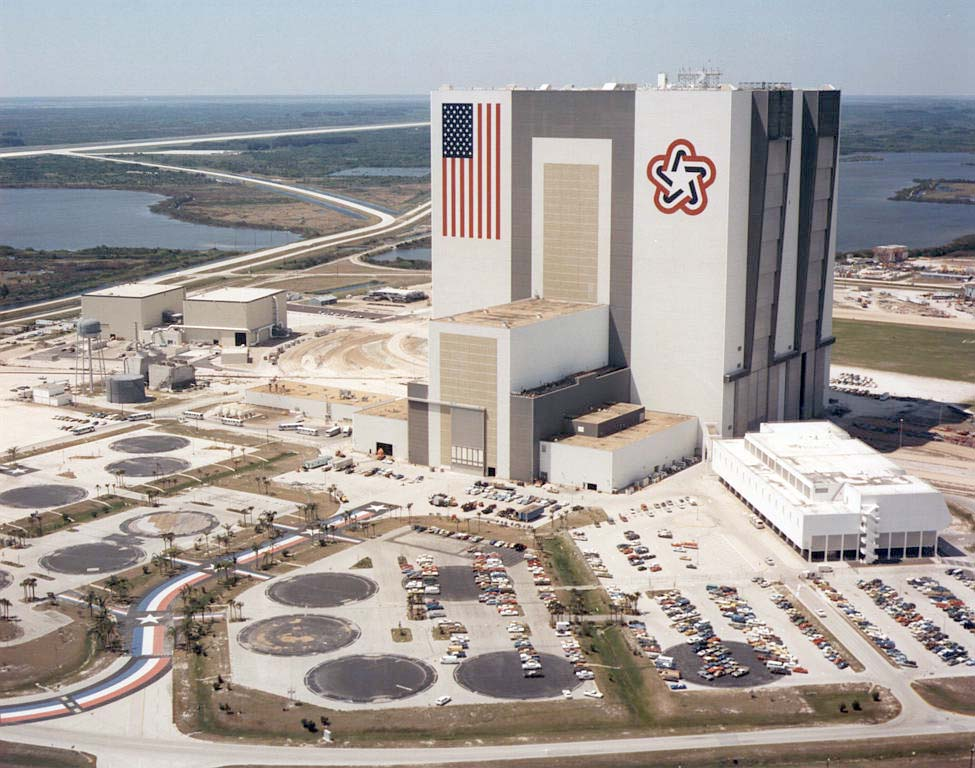
Logotype du bicentenaire des États-Unis sur le Vehicle Assembly Building de la NASA.
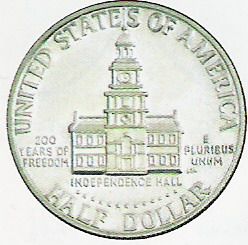
Revers du demi-dollar bicentenaire, frappé en 1975-1976.
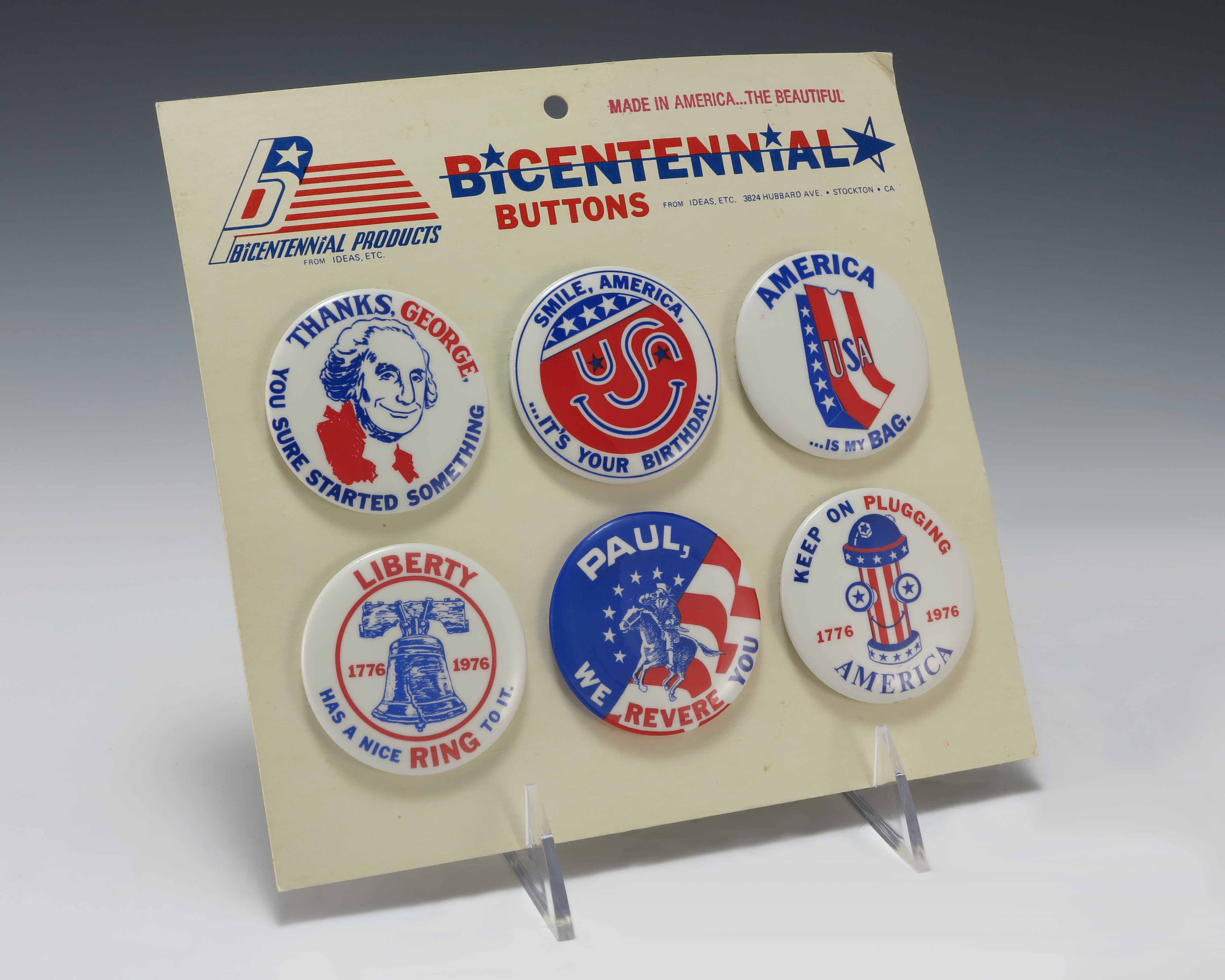
Six badges du bicentenaire conçus et envoyés par deux professeurs d'art au président des États-Unis Gerald Ford.